# 杜宾-瓦特森统计量
杜宾-瓦特森统计量（英語：Durbin–Watson statistic），主要可用以检测回归分析中的残差项是否存在自我相关。
若et 是t 时段的残差，那么检验的统计量为：{\displaystyle d={\sum _{t=2}^{T}(e_{t}-e_{t-1})^{2} \over {\sum _{t=1}^{T}e_{t}^{2}}}}
检验自相关是否在α显著性水平下为正，则将检验统计量d与关键值（dL,α 和 dU,α）相比较： 
- 如果d <= dL,α ，误差项自相关为正
- 如果d >= dU,α ，不拒绝，无自相关
- 如果dL,α < d < dU,α ，则检验结果无法确认

检验自相关是否在α显著性水平下为负，则将检验统计量（4 - d）与关键值（dL,α 和 dU,α）相比较： 
- 如果(4 - d) <= dL,α ，误差项自相关为负
- 如果(4 - d) >= dU,α ，不拒绝，无自相关
- 如果dL,α < (4 - d) < dU,α ，则检验结果无法确认

关键值dL,α和dU,α随着显著性水平α以及样本数目的变化而变化。

## 杜宾h-统计量
这个统计量对于ARMA模型是有偏的，所以自相关被低估了。但是对于大的样本，可以很容易计算出无偏误的正态分布的h-统计量：
{\displaystyle h=(1-{\frac {1}{2}}d){\sqrt {\frac {T}{1-T\cdot {\hat {V}}ar({\hat {\beta }}_{1}\,)}}}}，滞后因变量回归系数的估计方差{\displaystyle {\hat {V}}ar({\hat {\beta }}_{1})}须满足{\displaystyle T\cdot {\hat {V}}ar({\hat {\beta }}_{1})<1\,}。

## 杜宾-瓦特森面板数据检验
对于面板数据，统计量可以增广为：
{\displaystyle d_{pd}={\frac {\sum _{i=1}^{N}\sum _{t=2}^{T}(e_{i,t}-e_{i,t-1})^{2}}{\sum _{i=1}^{N}\sum _{t=1}^{T}e_{i,t}^{2}}}}